# A Different Man
A Different Man is een Amerikaanse film uit 2024, geregisseerd en geschreven door Aaron Schimberg.

## Verhaal
Edward is een verlegen, maar ambitieuze New Yorkse aspirant-acteur met gezichtsmisvormingen door de ziekte neurofibromatose. Hij besluit een radicale chirurgische en experimentele ingreep te ondergaan om zijn uiterlijk drastisch te veranderen. Edward ensceneert zijn eigen dood en vindt zichzelf opnieuw uit als een makelaar met de naam ‘Guy’. Ook al is hij uiterlijk misschien veranderd en kan hij een nieuw leven beginnen, hij is nog steeds wie hij is en niet wie hij wil zijn. Hij raakt gefixeerd op een man die de hoofdrol speelt in een toneelproductie gebaseerd op zijn eigen vorige leven.

## Rolverdeling
| Acteur         | Personage |
| -------------- | --------- |
| Sebastian Stan | Edward    |
| Renate Reinsve | Ingrid    |
| Adam Pearson   | Oswald    |

## Productie
In juni 2022 werd aangekondigd dat Sebastian Stan, Renate Reinsve en Adam Pearson de hoofdrol zouden spelen in de nieuwste film van Aaron Schimberg.
De filmopnames gingen in juli 2022 door in New York. De productie is in handen van A24, samen met Christine Vachon en Gabriel Mayers van Killer Films en Vanessa McDonnell van Grand Motel Films.

## Release en ontvangst
A Different Man ging op 21 januari 2024 in première op het Sundance Film Festival. De film werd ook geselecteerd voor het Internationaal filmfestival van Berlijn in de competitie voor de Gouden Beer. De film kreeg overwegend positieve kritieken van de filmcritici, met een score van 82% op Rotten Tomatoes, gebaseerd op 28 beoordelingen.

## Prijzen en nominaties
De belangrijkste:
| Jaar | Prijs                                   | Categorie                         | Genomineerde(n) | Uitslag     |
| ---- | --------------------------------------- | --------------------------------- | --------------- | ----------- |
| 2024 | Internationaal filmfestival van Berlijn | Gouden Beer                       | Aaron Schimberg | Genomineerd |
| 2024 | Internationaal filmfestival van Berlijn | Zilveren Beer voor beste hoofdrol | Sebastian Stan  | Gewonnen    |